# Grammy Award de la meilleure prestation Urban/Alternative
Le Grammy Award de la meilleure Prestation Urban/Alternative est décerné depuis 2003. Les œuvres proposées sont considérées comme étant d'un genre d'Urban alternatif. Le hip-hop alternatif, l'electro, le funk, le jazz, la soul et le reggae sont des exemples de genres alternatif d'Urban alternatif.
Voici la liste des récompenses décernées :

## Années 2000
- 2003
  - India.Arie pour Little Things
    - Erykah Badu & Common- Love of My Life (Ode to Hip-Hop)
    - Raphael Saadiq & D'Angelo- Be Here
    - Cee-Lo- Getting Grown
    - Floetry- Floetic

- 2004
  - OutKast pour Hey Ya!
    - Kelis- Milkshake
    - Musiq- Forthenight
    - Les Nubians- J'veux D'la Musique
    - Erykah Badu- Danger

- 2005
  - Jill Scott pour Cross My Mind
    - N*E*R*D- She Likes to Move
    - Mos Def- Sex, Love & Money
    - Musiq- Are You Experience? 
    - The Roots- Star

- 2006
  - Damian Marley pour Welcome To Jamrock
    - Floetry- Supastar
    - Gorillaz- Dirty Harry
    - Van Hunt- Dust
    - Mos Def- Ghetto Rock
- 2007
  - Gnarls Barkley pour  Crazy 
    - Sergio Mendes feat. Erykah Badu & Will.i.am- The Heat
    - Sergio Mendes feat. Black Eyed Peas- Mas Que Nada
    - OutKast- Idlewild Blues (Don't Chu Worry Bout' Me)
    - Prince- 3121

- 2008
  - Lupe Fiasco feat. Jill Scott pour Daydreamin'
    - Alice Smith- Dream
    - Me'Shell Ndegeocello- Fantasy
    - Dwele- That's the Way of the World
    - Vikter Duplaix- Make a Baby

- 2009
  -     - Chrisette Michele feat. Will.i.am pour Be Ok
    - Janelle Monáe pour Many Moons
    - Maiysha pour Wanna Be

## Records de la catégorie
- Artistes ayant obtenu le plus souvent cette récompense: 
  - 1. Jill Scott- 2 Récompenses
  - 2. Lupe Fiasco/ OutKast/ Gnarls Barkley/ India.Arie/ Damian Marley- 1 Récompense
- Artistes les plus proposés : 
  - 1. Erykah Badu- 3 propositions
  - 2. Will.i.am/ Sergio Mendes/ Jill Scott/ OutKast/ Musiq Soulchild/ Floetry/ Mos Def- 2 propositions

- Les plus grands perdants (proposition sans victoire) :
  - 1. Erykah Badu- 3 propositions/ 0 récompense
  - 2. Floetry/ Musiq Soulchild/ Mos Def/ Sergio Mendes/ Will.i.am- 2 propositions / 0 récompense